# Bronislovas Lubys
Bronislovas Lubys (8. října 1938, Plungė – 23. října 2011, Druskininkai) byl litevský velkopodnikatel, průmyslník, politik, veřejný činitel, signatář Zákona o obnovení nezávislosti Litvy, vyhlášeného Nejvyšším sovětem Litevské Republiky, chemik, docent na KTU – Kaunaské technologické Univerzitě, čestný doktor KTU a KU – Klajpedské Univerzity, mecenáš, čestný občan Jonavského okresu, čestný občan města Plungė, prezident Litevské konfederace průmyslníků (LPK), prezident koncernu „Achemos grupė“ (jehož největším podnikem je Achema; vlastnil kolem 51 % akcií), nejbohatší člověk v Litvě.